# Tim Southee
Timothy Grant Southee (* 11. Dezember 1988 in Whangārei, Neuseeland) ist ein neuseeländischer Cricketspieler, der seit 2008 für die neuseeländische Nationalmannschaft spielt.

## Kindheit und Ausbildung
Bei der ICC U19-Cricket-Weltmeisterschaft 2008 wurde er als Spieler des Turniers ausgezeichnet.

## Aktive Karriere

### Anfänge in der Nationalmannschaft
Sei Debüt in der Nationalmannschaft gab er in der Twenty20-Serie der Tour gegen England im Februar 2008. Beim dritten Spiel der Test-Serie der Tour konnte er mit 5 Wickets für 55 Runs im ersten Innings und einem Half-Century 77* Runs im zweiten erstmals herausstechen, auch wenn es ihm nicht gelang das Spiel für Neuseeland zu wenden. Sein erstes ODI absolvierte er dann bei der Tour in England im Sommer 2008. In der Serie gelang es ihm ein Mal 4 Wickets (4/38) und zwei Mal 3 Wickets (3/47 und 3/49), wofür er als Spieler der Serie ausgezeichnet wurde. Auch beim Tour Match gegen Irland erzielte er 3 Wickets für 22 Runs. Mit diesen Leistungen konnte er sich im Team etablieren.
Im November 2008 konnte er im ersten Test in Australien 4 Wickets für 63 Runs erreichen. Ein Jahr später erzielte er gegen Pakistan in den Vereinigten Arabischen Emiraten im ersten Twenty20 3 Wickets für 28 Runs. Im Februar 2010 erreichte er gegen Bangladesch 3 Wickets für 37 Runs. Es folgte eine Tour gegen Australien, bei der er im fünfen ODI 4 Wickets für 36 Runs erreichte und als Spieler des Spiels ausgezeichnet wurde, sowie im zweiten Test 4 Wickets für 61 Runs erzielte. Auch war er Teil des Teams beim ICC World Twenty20 2010 konnte dort jedoch nicht hervorstechen. Im August erzielte er bei einem Drei-Nationen-Turnier gegen Indien 4 Wickets für 49 Runs. In der Saison 2010/11 erreichte er gegen Pakistan im ersten Twenty20 ein Five-for mit 5 Wickets für 18 Runs wofür er als Spieler des Spiels ausgezeichnet wurde. Gleiches gelang ihm bei der Tour gegen Pakistan im Januar 2011 im ersten ODI, als er 5 Wickets für 33 Runs erreichte. Im ersten Test der Tour erzielte er ein Fifty über 56 Runs.

### Vordringen in die Weltspitze
Beim Cricket World Cup 2011 konnte er in der Vorrunde gleich vier Mal 3 Wickets erzielen: gegen Kenia (für 13 Runs), gegen Simbabwe (für 29 Runs), gegen Pakistan (für 25 Runs) und gegen Sri Lanka (für 63 Runs). Damit ermöglichte er den Halbfinaleinzug, wobei er auch dort gegen Sri Lanka 3 Wickets für 57 Runs erzielte, was jedoch nicht für den Finaleinzug ausreichte. Damit war er hinter Shahid Afridi und Zaheer Khan mit 18 Wickets der drittbeste Bowler des Turniers.
Im Juli 2012 bei der Tour in den West Indies konnte er in den ODIs drei Mal 3 Wickets erzielen (3/55, 3/53 und 3/37). Beim zweiten Test in Indien einen Monat später erreichte er mit 7 Wickets für 64 Runs seine bisher beste Test-Bowling-Leistung. Im September 2012 folgte dann der ICC World Twenty20 2012, bei dem er gegen Bangladesch (3/16) und die West Indies (3/21) jeweils 3 Wickets erreichen. Bei der Tour in Sri Lanka im November 2012 konnte er im zweiten Test ein Five-for über 5 Wickets für 62 Runs erzielen. Zu Beginn des Jahres 2013 musste er zwei Monate auf Grund einer Daumen-Verletzung pausieren. In der Saison 2013 konnte er in der Test-Serie gegen England im ersten Test 6 Wickets für 50 Runs erreichen. Bei der ICC Champions Trophy 2013 war er zwar Teil des Teams, konnte jedoch keine Wickets erzielen.

### Verletzungen und Erfolge
Im Januar 2014 bei der Tour gegen Indien erreichte er 4 Wickets für 72 Runs im zweiten ODI. Beim ICC World Twenty20 2014 hatte er zwei Einsätze und konnte dabei insgesamt drei Wickets erreichen. Bei der Tour gegen Pakistan in den Vereinigten Arabischen Emiraten im Dezember 2014 gelangen ihm mit 50 Runs ein weiteres Test-Half-Century. Beim Cricket World Cup 2015 konnte er als beste Leistung 7 Wickets für 33 Runs in der Vorrunde gegen England erzielen und wurde dafür als Spieler des Spiels ausgezeichnet. Auch erreichte er vier weitere Male 2 Wickets bei dem Turnier und war somit wichtiger Bestandteil beim Einzug des neuseeländischen Teams in das Finale. In der folge häuften sich Verletzungen, unter anderem am Rücken und an den Füßen.
Beim zweiten Test der Tour gegen Pakistan im November 2016 erreichte er 6 Wickets für 80 Tuns und wurde als Spieler des Spiels ausgezeichnet. Gleiches gelang ihm im zweiten Test der folgenden Tour gegen Bangladesch, als er 5 Wickets für 94 Runs im ersten und 3 Wickets für 48 Runs im zweiten Innings erzielte. Im Sommer 2017 konnte er bei der ICC Champions Trophy 2017 3 Wickets für 45 Runs erreichen. Im zweiten Test der Tour gegen England im Frühjahr 2018 erreichte er 6 Wickets für 62 Runs und ein Fifty über 50 Runs, wofür als Spieler des Spiels ausgezeichnet wurde. Bei der Tour gegen Sri Lanka im Dezember 2018 konnte er im ersten Test ebenfalls 6 Wickets für 68 Runs erzielen. Im dritten ODI der Tour gegen Bangladesch im Februar 2019 kam er zu 6 Wickets für 65 Runs und wurde als Spieler des Spiels ausgezeichnet. Der Cricket World Cup 2019 lief ebenfalls nicht gut für ihn, als er nur ein Spiel bestritt, nachdem er mit Verletzungen vor dem Turnier zu kämpfen hatte. In der Folge konzentrierte er sich auf Test- und Twenty20-Cricket.

### Spätes Karrierehoch
Beim ersten Test in Australien im Dezember 2019 konnte er insgesamt 9 Wickets erreichen (4/93 und 5/69). Gleiches gelang ihm auch beim ersten Test gegen Indien (4/49 und 5/61) zwei Monate später, wofür er als Spieler des Spiels ausgezeichnet wurde. Im Dezember 2020 erzielte er 5 Wickets für 32 Runs im zweiten Test gegen die West Indies. In der darauf folgenden Tour gegen Pakistan konnte er im zweiten Twenty20 4 Wickets für 21 Runs erreichen und wurde als Spieler des Spiels ausgezeichnet. Im Saison 2021 konnte er beim ersten Test gegen England 6 Wickets für 43 Runs erreichen. Seine 30 Runs im ersten Innings und 4 Wickets für 48 Runs im zweiten Innings im Finale der ICC World Test Championship 2019–2021 gegen Indien hatten einen wichtigen Anteil am Gewinn der ersten Test-Weltmeisterschaft für Neuseeland. Beim ICC Men’s T20 World Cup 2021trug er mit 8 Wickets zum Einzug Neuseelands ins Finale bei. In Indien im November 2021 konnte er dann 5 Wickets für 69 Runs im ersten Test erreichen. Im Februar 2022 erreichte er gegen Südafrika 5 Wickets für 35 Runs. Während der Saison 2022 reiste er mit dem Team nach England, wo ihm in der Test-Serie ein Mal vier (4/55) und ein Mal drei Wickets (3/100) gelangen. In den West Indies konnte er im August 4 Wickets für 22 Runs in den ODIs erreichen. Er fand seinen Platz im Kader für den ICC Men’s T20 World Cup 2022, wobei ihm in der Super-12-Runde beim Sige gegen Australien 3 Wickets für 6 Runs gelangen. Mit dem Team schied er daraufhin im Halbfinale aus. 
Nach dem Turnier kam Indien nach Neuseeland, wobei ihm jeweils drei Wickets in der ODI-(3/73) und Twenty20-Serie (3/34) gelang. In Pakistan folgten dann je drei Wickets in den ODIs (3/56) und Tests (3/69). Es schloss sich eine Test-Serie gegen England an, wo er drei Wickets (3/45) und ein Fifty über 73 Runs erzielte. Zum Ende der Saison erzielte er in den Tests gegen Sri Lanka ein Mal fünf (5/64) und ein Mal drei (3/51) Wickets. Im August erzielte er in den Vereinigten Arabischen Emirate fünf Wickets (5/25) im ersten Twenty20 und wurde dafür als Spieler des Spiels ausgezeichnet. Jedoch brach er sich im September in England den Daumen. Nach einer Operation gelang es ihm nur knapp sich für den Kader für den Cricket World Cup 2023 zu qualifizieren. Dort konnte er als beste Leistung im Halbfinale gegen Indien drei Wickets (3/100) erreichen, was jedoch nicht für den Finaleinzug ausreichte. Nach dem Turnier erzielte er in einer Twenty20-Serie gegen Pakistan vier Wickets (4/25).

## Privates
Southee heiratete im März 2022 seine langjährige Freundin, mit der er zwei Kinder hat.